# Mariana Morales
Mariana Ignacia Morales Bustamante (La Calera, Chile, 14 de julio de 2003) es una futbolista chilena que juega como defensa central y volante central. Actualmente defiende los colores de la Universidad de Chile del torneo femenino de ese país.

## Trayectoria
En 2019 suma sus primeros minutos en Universidad de Chile en la categoría adulta y siendo destacada como la jugadora del mes de mayo premiada por la página del club.
En 2021 es enviada a préstamo en Everton donde jugó solo un año. 
En 2022 regresa a la Universidad de Chile luego de terminar su préstamo con las ruleteras..
El 5 de enero de 2024 firma su primer contrato profesional con el club por 2 años.

## Selección nacional
Fue parte de la Selección Sub-20 de Chile en el Sudamericano Sub-20 Femenino Chile 2022.

## Clubes
| Club                 | País  | Año             |
| -------------------- | ----- | --------------- |
| Universidad de Chile | Chile | 2019 - 2020     |
| Everton              | Chile | 2021            |
| Universidad de Chile | Chile | 2022 - Presente |